# Mọc cùng Mặt Trời
Mọc cùng Mặt Trời (Hán-Việt: giai nhật thăng, tiếng Anh: Heliacal rising) hay mọc lúc rạng đông của một ngôi sao hay các thiên thể khác, như Mặt Trăng, hành tinh hoặc chòm sao) xảy ra khi lần đầu tiên người ta nhìn thấy thiên thể đó trên đường chân trời phía đông vào lúc tranh tối tranh sáng buổi sáng (rạng đông), sau một khoảng thời gian nó bị che khuất dưới đường chân trời suốt cả đêm hoặc khi nó chỉ vừa xuất hiện trên đường chân trời thì đã bị ánh sáng chói lòa của Mặt Trời làm biến mất. Chiêm tinh học Trung Hoa gọi thời điểm này là hợp.
Tiếp theo, mỗi một ngày sau thời điểm mọc cùng Mặt Trời qua đi, các ngôi sao dường như mọc hơi sớm hơn một chút và xuất hiện trên bầu trời lâu hơn trước khi bị che khuất bởi ánh sáng của Mặt Trời (do Mặt Trời bị dịch chuyển biểu kiến về phía đông tương đối so với các ngôi sao dọc theo đường hoàng đạo). Cuối cùng thì ngôi sao đó sẽ không còn được nhìn thấy tại bất kỳ đâu trên bầu trời vào lúc rạng đông do nó đã lặn xuống dưới đường chân trời phía tây vào khoảng thời gian diễn ra rạng đông. Lần lặn đầu tiên nhìn thấy của ngôi sao trong tranh tối tranh sáng buổi sáng được gọi là lặn vũ trụ biểu kiến (tiếng Anh: apparent cosmical setting). Trong các buổi sáng trước đó, ngôi sao chưa kịp dịch chuyển tới đường chân trời phía tây trước khi bị ánh sáng Mặt Trời làm cho lu mờ và không nhìn thấy được nữa.
Ngôi sao đó sẽ tái xuất hiện trên bầu trời phía đông vào lúc rạng đông xấp xỉ gần 1 năm (dương lịch) so với thời điểm diễn ra mọc cùng Mặt Trời lần trước đó của chính nó. Do mọc cùng Mặt Trời phụ thuộc vào sự quan sát đối với thiên thể, nên thời gian chính xác có thể phụ thuộc vào các điều kiện thời tiết.
Không phải mọi ngôi sao đều có hiện tượng mọc cùng Mặt Trời: một số có thể (phụ thuộc vào vĩ độ quan sát trên Trái Đất) tồn tại vĩnh cửu trên đường chân trời, làm cho chúng luôn luôn nhìn thấy trên bầu trời vào lúc rạng đông, trước khi bị che khuất bởi ánh sáng Mặt Trời; những ngôi sao khác lại có thể không bao giờ được nhìn thấy (ví dụ như sao Bắc Cực khi quan sát tại Australia).
Các chòm sao chứa các ngôi sao có hiện tượng mọc và lặn quan sát được từ Trái Đất được đưa vào trong các lịch hay hoàng đạo thời kỳ nguyên thủy. Người Ai Cập cổ đại tính toán nông lịch của họ theo mọc cùng Mặt Trời của sao Thiên Lang (Sirius), do nó trùng với mùa nước lên hàng năm của sông Nin tại Memphis. Họ cũng nghĩ ra phương pháp xác định thời gian ban đêm dựa theo mọc cùng Mặt Trời của 36 ngôi sao gọi là các tuần tinh (một cho mỗi đoạn viên phân 10°Của 360° trong đường tròn của hoàng đạo/lịch). Người Sumeria, người Babylon và người Hy Lạp cổ đại cũng sử dụng mọc cùng Mặt Trời của các ngôi sao khác nhau để xác định thời gian cho các hoạt động sản xuất nông nghiệp. Đối với người Māori ở New Zealand thì cụm sao Tua Rua (Pleiades), được họ gọi là Matariki, và mọc cùng Mặt Trời của nó đánh dấu sự bắt đầu của một năm mới (khoảng tháng 6 theo lịch Gregory).
Lần mọc cuối cùng của thiên thể trên chân trời phía đông vào lúc màn đêm buông xuống (hoàng hôn) được gọi là mọc lúc hoàng hôn hay mọc lúc Mặt Trời lặn (Hán-Việt: nhật một thăng, tiếng Anh: [apparent] achronychal rising). Trong các buổi chiều tiếp theo, ngôi sao sẽ mọc trong khi bầu trời còn quá nhiều ánh sáng Mặt Trời để có thể nhìn thấy nó.
Lần lặn nhìn thấy cuối cùng của thiên thể ở phía tây vào lúc màn đêm buông xuống (hoàng hôn) được gọi là lặn lúc hoàng hôn hay lặn cùng Mặt Trời (Hán-Việt: giai nhật lạc, tiếng Anh: Heliacal setting). Trong các buổi chiều tiếp theo, ngôi sao sẽ vượt qua đường chân trời phía tây trong khi còn quá nhiều ánh sáng Mặt Trời để có thể nhìn thấy nó.

## Chú ý
Bên cạnh các kiểu mọc và lặn do quan sát này, còn có các kiểu mọc và lặn nhất định được suy luận/tính toán ra chứ không phải do quan sát, do ngôi sao bị che khuất bởi ánh sáng Mặt Trời khi chúng mọc và lặn. Các kiểu mọc và lặn do tính toán này chỉ được các nhà thiên văn sử dụng.
- Mọc vũ trụ (tiếng Anh: cosmical rising): Ngôi sao và mặt trời mọc cùng nhau. Tất nhiên, ngôi sao bị ánh sáng Mặt Trời làm lu mờ và che khuất ngay khi nó mọc.
- Lặn vũ trụ (tiếng Anh: cosmical setting): Ngôi sao lặn cùng khi Mặt Trời mọc.
- Mọc lúc hoàng hôn thật sự (tiếng Anh: true acronychal rising): Ngôi sao mọc cùng thời điểm khi mặt trời lặn.
- Lặn lúc hoàng hôn thật sự (tiếng Anh: true acronychal setting): Ngôi sao và mặt trời lặn cùng nhau.